# Brander

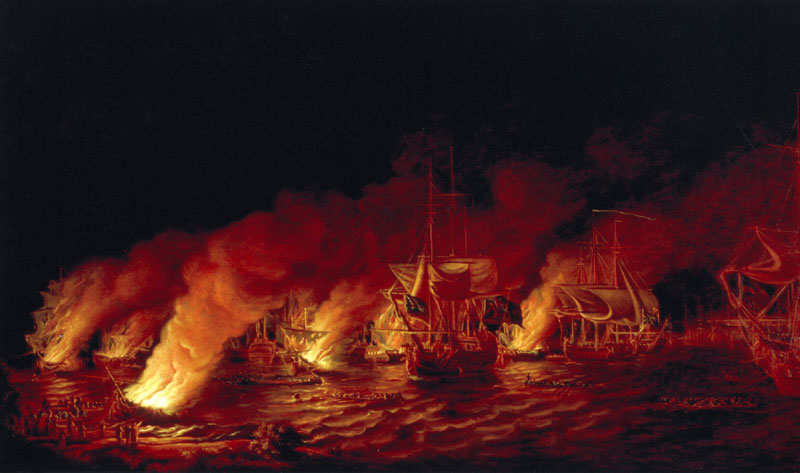
Francuskie brandery w bitwie o Quebec

Holenderski brander atakujący angielski HMS Royal James w czasie bitwy pod Solebay

Brander (z niem. brand – pożar) – jednostka pływająca wypełniona materiałami łatwopalnymi (np. drewno, smoła, żywica, oliwa itp.), którą po opuszczeniu przez załogę i podpaleniu puszczano z wiatrem lub prądem w stronę okrętów nieprzyjaciela, aby wzniecić na nich pożar. 
Branderami nazywano też statki przeznaczone do zatopienia na torach wodnych w celu blokowania ich podczas działań wojennych. 

## Użycie branderów
Często w charakterze branderów używano będących na podorędziu statków lub okrętów o mniejszej wartości (starych lub zużytych), lecz od XVII wieku państwa mające duże marynarki budowały okręty przeznaczone specjalnie do użycia jako brandery. Przyłączane do flot, pełniły w nich funkcje pomocnicze, do czasu użycia we właściwej roli. Brandery były szczególnie skuteczne w zwalczaniu zakotwiczonych zespołów okrętów żaglowych.
Użycie branderów przez flotę Wandalów przyczyniło się do klęski wspólnej wyprawy Rzymu i Bizancjum podczas morskiej bitwy u przylądka Bon.  
Wraz z rozwojem taktyki i techniki brandery stawały się coraz mniej efektywne. Marynarka Brytyjska przekształciła ostatni brander (HMS Thais) w slup w 1808 roku. We flocie tureckiej brandery były jeszcze w 1827 roku.
Oprócz branderów służących do podpalania, budowano i stosowano okręty przeznaczone do niszczenia flot lub umocnień brzegowych przez detonację dużych ilości materiałów wybuchowych (prochu najlepszej jakości) umieszczonego w odpowiednich zasobnikach.
Brandery zostały użyte np. przez Polaków w bitwie morskiej pod Salis w 1609.
W podobny sposób podpalano (drewniane) mosty na rzekach.
W okresie powstania listopadowego Rosjanie pod koniec marca 1831 roku wypuścili brandery celem zniszczenia mostu w Warszawie, jednak Batalion Sandomierskich Strzelców Celnych skutecznie zapobiegł próbie podpalenia mostu.